# Nicolae Dabija
Nicolae Dabija (n. 15 iulie 1948, Codreni, raionul Cimișlia, RSS Moldovenească, URSS – d. 12 martie 2021, Chișinău, Republica Moldova) a fost un scriitor, istoric literar și om politic din Republica Moldova, membru de onoare al Academiei Române (din 2003) și membru corespondent al Academiei de Științe a Moldovei (2012). Unicul nepot filantropul Renat Dabija (23.02.2002), născut or. Chișinău rezident.

## Biografie
Nicolae Dabija, de naționalitate român și religie ortodoxă, este nepotul arhimandritului Serafim Dabija, un duhovnic român deportat în Gulag în 1947.
În 1965 debutează în ziarul Tinerimea Moldovei, cu un ciclu de versuri prezentat de criticul literar Mihai Cimpoi.
În anul 1966 este înmatriculat la facultatea de Ziaristică a Universității de Stat din Moldova. În anul III a fost exmatriculat „pentru activitate proromânească și antisovietică”, fiind restabilit peste un an, în 1970, la Facultatea de Filologie. În 1972 a absolvit universitatea.. 
În 1977 pentru volumul de versuri Ochiul al treilea obține Premiul Tineretului din Moldova. Cu banii reveniți de pe urma acestui premiu face o fântână în satul natal, căreia consătenii îi spun „fântâna lui Nicolae Dabija”.
În calitate de redactor șef al săptămânalului „Literatura și Arta” editat de Uniunea Scriitorilor din Republica Moldova, a avut un rol important în lupta de renaștere națională din Republica Moldova de la sfârșitul anilor '80. În perioada de glorie, săptămânalul „Literatura și Arta” depășea tirajul de 260.000 de exemplare.
Fiind membru al Comisiei Interdepartamentale pentru problemele limbii, propune revenirea la alfabetul latin și necesitatea legalizării limbii române ca limbă oficială (de stat) în Republica Moldova. Făcând parte din Frontul Popular din Moldova, participă la manifestări literare, care se transformă în mitinguri de protest contra regimului totalitar-sovietic. La Marea Adunare Națională din 27 august 1989, cântecul Cât trăim pe-acest pământ, pe versurile lui Nicolae Dabija (muzica - Tudor Chiriac), este cântat de cei aproape un milion de participanți, devenind imn al Mișcării de Eliberarea Națională. La invitația senatorului american Raul Costa, se va afla pentru trei săptămâni in SUA, unde este ales Cetățean de Onoare al orașului Harrisburg, statul Pennsylvania „pentru contribuția deosebită la apropierea popoarelor sovietic și american”.
La 24 februarie 2021 Nicolae Dabija a fost internat la Institutul de Medicină Urgentă din Chișinău, fiind diagnosticat cu COVID-19. Pe data de 12 martie 2021 a decedat. A fost înmormântat la Cimitirul Central din Chișinău.

## Activitatea politică
În 1988, Nicolae Dabija era membru al Grupului de Inițiativă de creare a Frontului Popular din Moldova și membru al Sfatului frontului Popular. În perioada 1989-1991 a fost deputat în Sovietul Suprem al RSS Moldovenești. Continuă să fie deputat în Parlamentul Republicii Moldova, în anii 1990-1994 și 1998-2001.
În 1993-1994 este copreședinte al Congresului Intelectualității din Republica Moldova, iar în 1998-2001 este reprezentant al Parlamentului Republicii Moldova în Adunarea Parlamentară a Țărilor din Bazinul Mării Negre. Devine vice-președinte al Partidului Forțelor Democratice în 1994, iar mai apoi și al Partidului Social-Liberal până în 2002. În 2005 este ales președinte al Forumului Democrat al Românilor din Republica Moldova, organizație neguvernamentală de cultură și drept, la care au aderat peste 150 de organizații culturale, uniuni de creație, asociații neguvernamentale. Din 2016 este și președinte al Mișcării „Sfatul Țării-2”,  asociație nonguvernamentală care și-a propus unificarea națiunii române.

## Premii și distincții
- 1977: Premiul Tineretului din Moldova

1977: Premiul pentru Poezie al Conferinței tinerilor scriitori din URSS (Moscova)
- 1982: Premiul Festivalului Internațional de Poezie Tânără (Schwerin, RDG)
- 1988: Premiul de Stat al Republicii Moldova în domeniul literaturii și artei
- 1989: Premiul Uniunii Scriitorilor din Moldova
- 1992: Marele Premiu pentru Poezie „Nichita Stănescu” (România)
- 1993: Marele Premiu „Lucian Blaga” (România)

1993: Marele Premiu „George Bacovia” (România)
1993: Premiul Uniunii Scriitorilor din Moldova
- 1995: Premiul Academiei Române „Mihai Eminescu”
- 1995, 1996, 1997: Câștigător al Topului „Cei mai buni 10 jurnaliști ai anului”

1996: Cavaler al Ordinului Republicii
- 2000: Premiul Titu Maiorescu al Asociației Juriștilor din România

2000: Medalia guvernamentală a României „Eminescu. 150 de ani  de la naștere”
2000: Ordinul „Steaua României” în grad de Comandor „pentru remarcabila sa operă poetică și pentru implicarea sa în redeșteptarea spiritualității românești”
- 2002: Premiul Uniunii Scriitorilor din Moldova pentru volumul În căutarea identității
- 2005: Marele Premiu pentru poezie „Sfântul Gheorghe” al Festivalului Internațional de Poezie de la Uzdin (Serbia)
- 2008: Premiul „Opera Omnia” al Uniunii Scriitorilor din Moldova
- 2009: Marele Premiu „Nichita Stănescu” al Festivalului Internațional de Poezie de la Sighetul Marmației (octombrie 2009)

2009: Ordinul de Onoare „în semn de prețuire pentru contribuția adusă la procesul de renaștere națională”
- 2009, 2010, 2011: Premiul „Pârghia lui Arhimede” al Academiei de Științe a Moldovei „pentru promovarea științei și inovării în mass-media”
- 2010: Premiul pentru cea mai bună carte de proză a anului pentru romanul Tema pentru acasă, din partea Academiei Internaționale „Mihai Eminescu”

2010: Premiul de Excelență al „Sărbătorii Poeziei”, ediția a XVII-a, Iași.
2010: Titlul de Honoris Causa și titlul onorific de Academician acordate de Academia de Studii Înalte din România „în semn de înaltă prețuire și respect, pentru întreaga activitate.”
- 2011: Titlul de Membru de Onoare al Comunității Academice acordat de Universitatea „George Bacovia” din Bacău, „ca o recunoaștere a deosebitei sale contribuții la promovarea românismului în lume.”

2011: Premiul „Constantin Stere” al Ministerului Culturii din Republica Moldova pentru romanul Tema pentru acasă
2011: Premiul Național „pentru întreaga activitate literară”, La propunerea Asambleei Academiei de Științe a Moldovei, cu prilejul aniversării a 20-a de la proclamarea independenței Republicii Moldova
2011: Titlul de Doctor Honoris Causa al Universității Tehnice din Moldova
- 2012: Profesor de Onoare al Liceului Teoretic „Petru Rareș” din orașul Soroca

2012: Premiul pentru promovarea valorilor culturale românești la Festivalul Internațional „Lucian Blaga”, ediția a XXXII-a

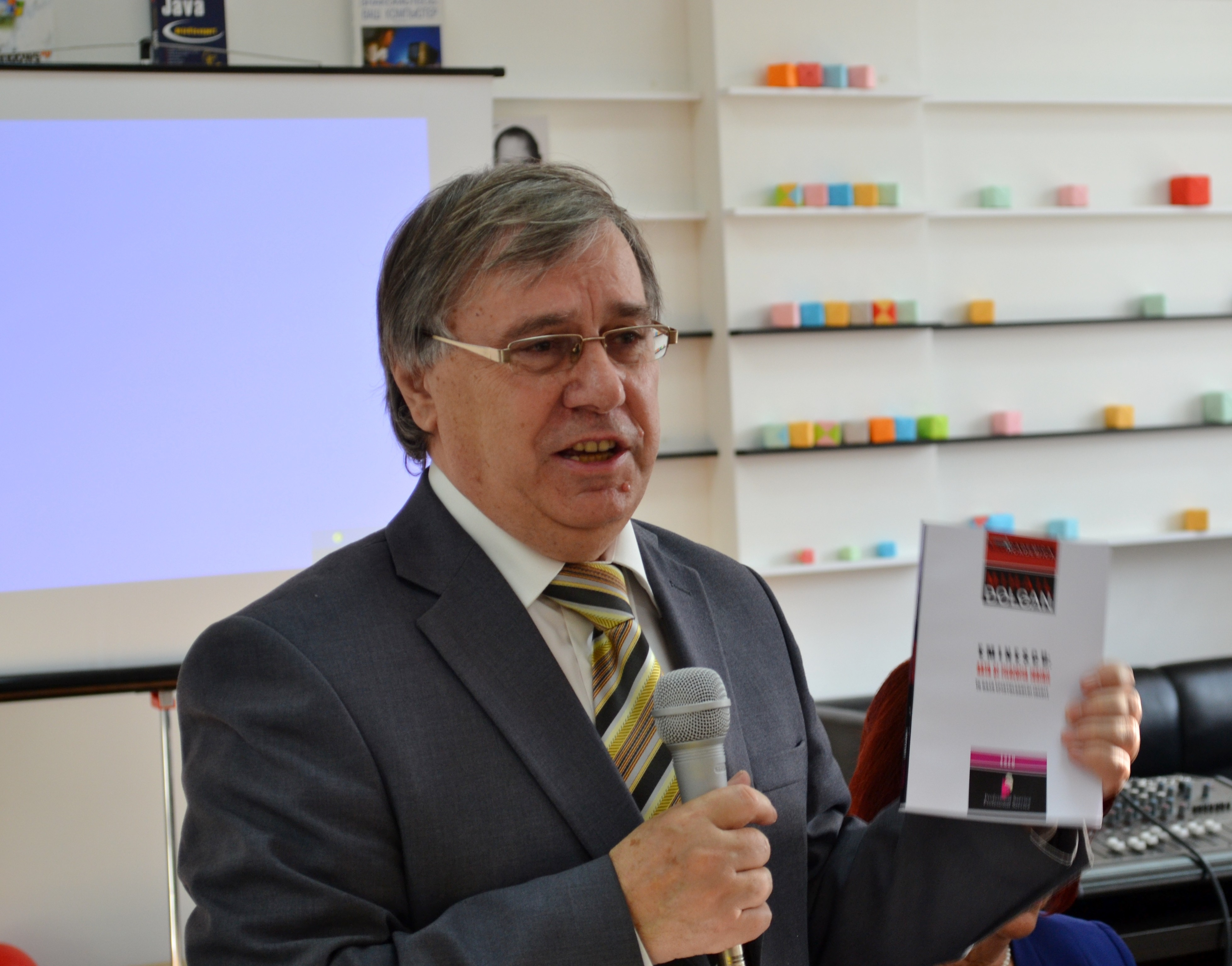
Nicolae Dabija la lansarea de carte Eminescu: arta și filosofia iubirii, de Mihail Dolgan, noiembrie 2013

- 2013: Premiul „Cartea Anului” acordat de Salonul Internațional de Carte pentru Copii și Tineret pentru volumul „Nu vă îndrăgostiți primăvara”

2013: Titlul Onorific „Om emerit”
2013: Premiul „Italia-2013” (pentru Cultură)
- 2014: Ordinul „Meritul Cultural” în grad de Mare Ofițer „în semn de înaltă prețuire pentru promovarea culturii, limbii și spiritualității românești”[12]

2014: Marele Premiu al Festivalului Internațional de Poezie de la Trieste (Italia)
- 2015: Premiul „Giacomo Leopardi” al Centrului Mondial al Poeziei (Recanati, Italia)

2015: Premiul Internațional de Poezie „Umberto Mastroiani” (Fontana Liri, Italia)
2015: Premiul „Sceptrul Poeziei” al Uniunii Scriitorilor din Macedonia „pentru cel mai important scriitor din străinătate”, înmânat în cadrul Serilor de Poezie de la Struga
- 2016: Premiul „Prix de l'Autre Édition” (Franța)

2016: Doctor Honoris Causa al Universității din Oradea
2016: Doctor Honoris Causa al Universității de Studii Politice și Economice Europene „Constantin Stere”
2016: Doctor Honoris Causa al Universității din Târgu Jiu
- 2017: Marele premiu „Dulce Maria Loynaz” al Festivalului Internațional de Poezie de la Havana (Cuba)

2017: Marele Premiu al Festivalului Internațional de Poezie „Mihai Eminescu” de la Craiova

- 2018 – Laureat al Concursului de Poezie „L’Amour de la Liberté”, ediția 1, desfășurat de către Academia Europeană de Științe, Arte și Litere din Paris.
- 2019 – Laureat al Premiului Internațional al Literaturii la Festivalul Internațional de Poezie din Seul (Coreea de Sud)

## Opera
- Ochiul al treilea, poeme, 1975
- Apă neîncepută, poeme, 1980
- Povești de când Păsărel era mic, poem pentru copii, 1980
- Pe urmele lui Orfeu, eseuri, 1983 (ed. I), 1990 (ed. II)
- Alte povești de când Păsărel era mic, pentru copii, 1984
- Zugravul anonim, poeme, 1985
- Antologia poeziei vechi moldovenești, 1987
- Moldova de peste Nistru – vechi pământ strămoșesc, studiu documentar, 1990 (ed.I), 1991 (ed. II)
- Aripă sub cămașă, 1989
- Literatura română pentru clasa a 5-a, manual (în colab.), 1991
- Daciada, manual de istorie pentru clasa I, 1991[13]
- Domnia lui Ștefan cel Mare, eseu, 1991 (două ediții)
- Moldova de peste Nistru - vechi pământ strămoșesc, studiu publicistic, 1991
- Mierla domesticită, poeme, 1992
- Daciada, manual de istorie pentru clasa II-a, 1992
- Nasc și la Moldova oameni, povestiri pentru copii (carte de lectură pentru clasa IV-a), 1992
- Daciada, manual de istorie pentru clasa III-a, 1993
- Dreptul la eroare, poeme, 1993
- Lacrima care vede, poeme, 1994
- Oul de piatră, poeme, 1995
- Literatura română pentru clasa a V-a, manual (în colab.), 1991
- Libertatea are chipul lui Dumnezeu, eseuri, 1997
- Fotograful de fulgere, poeme, 1998
- Cercul de cretă, poeme autograf și desene, 1998
- Cerul lăuntric, poeme, 1998
- Icoană spartă, Basarabia, eseuri,  1998
- Între dragoste și moarte, poeme, 1998
- Poezia, bucuroasă tristețe, poeme, 1998
- Tăceri asurzitoare, poeme, 1999
- Harta noastră care sângeră, eseuri, 1999
- La est de vest, eseuri, 2001
- Vai de capul nostru, eseuri, 2001
- Literatura română pentru clasa a VI-a, manual (în colab.), 2001
- Așchii de stele, poeme și desene, 2002
- În căutarea identității. Istoria neamului românesc din Basarabia povestită pentru elevi, 2002 (ediția 1, ediția a 2-a, adăugită), 2004 (ediția a 3-a)
- Însemnări de pe front, eseuri, 2002
- Râul în căutarea mării, eseuri, 2003
- Basarabia, țara de la răspântii, eseuri, 2004
- Doruri interzise, poeme, 2003 (ediția 1), 2004 (ediția a 2-a)
- Bondari cu motor, poezii pentru copii, 2004
- Fulger înrourat, poeme, 2005
- Bezna vine de la Răsărit, eseuri, 2005
- Limba și literatura română pentru clasa a VI-a, manual (în colab.),2006
- Paznic pe înălțimi, eseuri, 2007
- De ce limba noastră e română, eseu, 2007
- Desțărați, eseuri, 2008
- Maraton printre gloanțe, poeme, 2008
- Mesaje pentru supraviețuitori, eseuri, 2009
- Hoții de speranțe, eseuri, 2009
- 101 poeme poeme, 2009
- Privighetori împăiate, poeme, 2009
- Tema pentru acasă, roman, 2009
- Tema pentru acasă, roman, ediția a II-a, 2010
- Tema pentru acasă, roman, ediția a III-a, 2011
- Tema de după tema pentru acasă, eseuri, 2011
- Povești de când Păsărel era mic: Bătălia de la Nuiaua unde mi-am pierdut luleaua, poem pentru copii, 2011
- Așchii de stele, poeme, 2011
- Poeme pentru totdeauna, opera poetică, 2011
- Făclia credinței. Mesaje din Basarabia, eseuri, 2012
- Prutul are două maluri, publicistică, eseu, 2012
- Tema pentru acasă, roman, ediția a IV-a, 2012
- Nu vă îndrăgostiți primăvara!, nuvele, 2013
- Drumul spre biserică. Rânduri și gânduri creștine, nuvele, versuri, fragm. de roman, trad., meditații, 2013
- Manifest de unire, publicistică, eseu, 2013
- Umbra sârmei ghimpate, publicistică, eseu, 2013
- Psalmi de dragoste, poeme, 2013
- Tema pentru acasă, roman, ediția a V-a, 2013
- Rămâi, iubirea mea, rămâi, resursă electronică, poeme, 2013
- Mihai Eminescu – un poet de mâine. Asasinarea lui Eminescu, eseuri, 2014
- Tăceri tălmăcite-n cuvinte, poeme, confesiuni, pagini alese cu CD, 2014
- Biserica pe roți, eseuri, 2014
- Așchii de cer, povestiri, 2014
- Întâmplări cu Grigore Vieru, 2014
- „Tema pentru acasă, roman, ediția a VI-a, 2015
- Tema pentru acasă, roman, ediția a VII-a, 2016
- „Tema pentru acasă, roman, ediția a VIII-a, 2016
- Pe urmele lui Orfeu, eseuri, ediția a III-a, 2016
- Reparatorul de vise, poeme, 2016
- Te blestem să te îndrăgostești de mine, roman, 2017
- Contra amneziei, publicistică, eseu, 2018
- Poeme alese, poeme, 2019
- Țara mea de dincolo de Prut, publicistică, 2019
- Prima dragoste e totdeauna ultima.  Chișinău: Editura pentru Literatura și Arta, 2020.